# Babacar
| Оценки критиков   | Оценки критиков |
| Источник          | Оценка          |
| ----------------- | --------------- |
| Forces Parallèles | [ 1 ]           |
| Music Story       | [ 2 ]           |

Babacar — пятнадцатый студийный альбом французской певицы Франс Галль, выпущенный 3 апреля 1987 года на лейбле Apache Records. Продюсером альбома, а также автором всех песен стал Мишель Берже.
Во Франции пласинка заняла второе место в альбомном хит-параде, а также получила бриллиантовую сертификацию за более чем миллион проданных копий.

## Список композиций
| №  | Название                   | Длительность |
| -- | -------------------------- | ------------ |
| 1. | «Papillon de nuit»         | 4:58         |
| 2. | «Dancing Brave»            | 3:08         |
| 3. | «Babacar»                  | 4:49         |
| 4. | «J’irai où tu iras»        | 3:51         |
| 5. | «Ella, elle l’a»           | 4:51         |
| 6. | «Évidemment»               | 3:27         |
| 7. | «La Chanson d’Azima»       | 2:47         |
| 8. | «Urgent d'attendre»        | 3:44         |
| 9. | «C’est bon que tu sois là» | 3:40         |

## Чарты
| Чарт (1987)                     | Высшая позиция |
| ------------------------------- | -------------- |
| Германия (Offizielle Top 100)   | 7              |
| Франция (IFOP)                  | 2              |
| Швейцария (Schweizer Hitparade) | 24             |
| Швеция (Sverigetopplistan)      | 25             |

## Сертификации и продажи
| Регион | Сертификация  | Продажи    |
| --- | ------------- | ---------- |
| Франция (SNEP) | Бриллиантовый | 1 000 000* |
| * Данные о продажах приведены только на основе сертификации. ^ Данные о тиражах приведены только на основе сертификации. |               |            |